# Das Mitternachtsschiff
Das Mitternachtsschiff ist ein deutscher Stummfilm aus dem Jahre 1915 von Adolf Gärtner mit Ernst Reicher in der Hauptrolle. Es war der siebte Film der populären Stuart-Webbs-Detektivfilmreihe.

## Handlung
Der Ingenieur Arthur Collo hat einen revolutionären Hochleistungsmotor entwickelt und lädt die mit ihm liierte Reedertochter Edith Gelling zur ersten Probefahrt ein. Reeder Gelling beobachtet diese Fahrt mit großer Sorge, glaubt er doch, dass dieser Wundermotor seine Schifffahrtsgeschäfte torpedieren könnte, sollte die Konkurrenz diesen in die Finger bekommen. In der darauf folgenden Nacht brennt Collos Haus, in dem er auch übernachtet, ab. Am nächsten Morgen wird eine verkohlte Leiche aus den Trümmern hervorgezogen. Da Edith ihrem Liebsten tags zuvor noch eine Armkette geschenkt hatte, die er allein nicht abnehmen konnte, nimmt sie an, dass man Collo bestohlen haben müsse, denn der Leiche fehlt diese Kette. Edith beauftragt daraufhin den smarten Detektiv Stuart Webbs, den Dingen auf den Grund zu gehen.
Webbs nimmt die Brandstelle genau unter die Lupe und entdeckt dort eine Gürtelschnalle und zwei Metallknöpfe, die nicht Collo gehörten. Ergo, so nimmt die Spürnase folgerichtig an, ist der verkohlte Tote vermutlich nicht Arthur Collo. Weitere Spuren, die Webbs an einer Schiffsanlegestelle entdeckt, lassen den Schluss zu, dass hier absichtlich ein Feuer gelegt wurde, um zu verhehlen, dass Arthur Collo entführt wurde. In Edith keimt der Verdacht auf, dass ihr Vater hinter dem Verbrechen stehen könnte, da er großen Nutzen aus Collos Erfindung ziehen könnte. Webbs beschließt, sich auf einen Wachtturm in Ufernähe zu begeben, um von dort die Gegend für einige Zeit zu observieren. Tatsächlich sieht er, wie des Nachts ein Boot anlandet, dem zwei Seeleute entsteigen. Stuart folgt den beiden Gestalten, die in einer Höhle verschwinden. Dort wird ein Mann gefesselt gefangen gehalten. Als die zwei finsteren Gestalten wieder verschwinden, nähert sich Webbs dem Gefangenen, der Zeichnungen anfertigt. Es ist Ingenieur Collo, der erzählt, dass man ihn mittels Essensentzug dazu zwingen würde, die Motorkonstruktion nachzuzeichnen.
Stuart Webbs wird von den beiden zurückkehrenden Seeleuten überrascht und überwältigt. Dann bringt man ihn an Bord ihres Bootes, des titelgebenden Mitternachtsschiffs. Dort wird er fest vertäut. Doch der Meisterdetektiv kann sich befreien und wartet auf den ebenfalls angeschleppten Collo. Webbs befreit auch ihn, und gemeinsam überwältigen die beiden Männer die schurkischen Entführer. Beim heftigen Gerangel kippt das Boot um. Dabei werden sie von einem Wachmann auf einem Turm beobachtet, der sofort Reeder Gelling nebst Tochter alarmiert. Edith macht sich sogleich mit mehreren starken Männern auf den Weg zum gekenterten Boot, um Webbs und ihrem Verlobten zu helfen. Es stellt sich heraus, dass die beiden schurkischen Entführer niemand anderes sind als der Monteur Collos und Gellings Werkführer, die beide ein Megageschäft witterten. In Gellings Haus angekommen, erzählt Collo genau, wie es zu seiner Entführung kam. Es stellt sich heraus, dass Gelling nichts von den Machenschaften wusste und es einen dritten Mann gab, der bei der Explosion mit anschließendem Hausbrand ums Leben kam. Er war die verkohlte Leiche. Ingenieur Collo überreicht nun seinem Schwiegervater in spe die Pläne seines Wundermotors als Brautgabe.

## Produktionsnotizen
Das Mitternachtsschiff entstand in der zweiten Jahreshälfte 1915 und passierte im Oktober desselben Jahres die Filmzensur. Die Uraufführung fand kurz darauf noch im selben Jahr statt. Die Länge des mit Jugendverbot belegten Vierakters betrug ursprünglich rund 1500 Meter, bei der Neuzensur am 7. November 1921 wurde der Streifen auf 1150 Meter heruntergekürzt.

## Kritik
In der Kinematographischen Rundschau heißt es: „Auch der zweite Stuart-Webbs-Film dieses Jahres zeichnet sich durch eine ebenso geistreiche als logisch durchgeführte Handlung aus, die durch die ganz hervorragende Detektivgestalt Stuart Webbs … außerordentlich an Wirkung gewinnt. Ohne durch besondere Sensation zu wirken, zeichnet sich der zwei Stuart Webbsfilm … auch besonders dadurch aus, daß nicht der Versuch unternommen wird, durch bei den Haaren herbeigezogenen Sensationen und Effekte die Besucher zu fesseln, sondern, daß nur durch die Handlung und deren erstklassige Durchführung selbst, die in der geschickten Arbeit des Detektivs ihren Höhepunkt erreicht, Spannung ausgelöst wird.“